# Junket
El junket es un postre lácteo hecho con leche endulzada y cuajo. Es una especie de pudin claro.

## Preparación
Para hacer junket, se caliente la leche (normalmente con azúcar y vainilla añadidas) a aproximadamente la temperatura corporal y se mezcla el cuajo disuelto en agua para provocar que la leche se corte (los cambios de temperatura inactivan la enzima del cuajo, provocando que el proceso falle). El postre se enfría antes de servirlo, a menudo con nuez moscada espolvoreada encima.

## Historia
En Inglaterra, el junket fue en época medieval una receta de los nobles hecha con nata, y no leche, y condimentada con agua de rosas y especias, además de azúcar. Empezó a perder favor durante la época Tudor, siendo reemplazado por el syllabub en los banquetes, y para el siglo XVIII se había convertido en una comida corriente vendida en las calles. Para mediados del siglo XX se comía poco salvo por niños convalecientes (gracias a su dulzor y ser fácilmente digerible) y en el suroeste de Inglaterra.

## Etimología
La etimología de la palabra es incierta. Está claramente relacionada con el normando jonquette (un tipo de crema hecha de leche hervida, yema de huevo, azúcar y caramelo). Sin embargo puede proceder del italiano giuncata o directamente del latín medieval juncata. El primer uso registrado (en este sentido) es en The boke of nurture, folowyng Englondis gise.